# Howel Williams
Howel Williams  (* 12. Oktober 1898 in Liverpool; † 12. Januar 1980 in Berkeley, Kalifornien) war ein US-amerikanischer Geologe, Petrograph und Vulkanologe.

## Leben
Williams, der von Haus aus walisisch sprach, studierte an der Universität Liverpool, unterbrochen vom Wehrdienst im Ersten Weltkrieg (1917/18), mit dem Bachelorabschluss in Geographie 1923 und dem Masterabschluss in Archäologie 1924 und Geologie am Imperial College in London ebenfalls mit dem Masterabschluss. Am Imperial College fertigte er unter W. W. Watts seine Abschlussarbeit über den Snowdon in Nordwales und dessen Ursprünge in ordovizischem Vulkanismus. Er besuchte auch Vulkanregionen in der Auvergne (Zentralmassiv) und der Eifel, was zu seiner Hinwendung zur Vulkanologie beitrug. Ab 1926 war er an der University of California, Berkeley, wo er begann sich mit Vulkanen in Kalifornien zu befassen, aber auch Hawaii und Tahiti besuchte. 1928 erhielt er einen D.Sc. der Universität Liverpool, war zwei Jahre am Imperial College und kehrte 1930 nach Berkeley zurück, wo er 1937 eine volle Professur erhielt und 1940 bis 1949 der Geologiefakultät vorstand. Nach seiner Emeritierung forschte er an der University of Oregon.
Er studierte insbesondere kalifornische Vulkane (zunächst die Sutter Buttes im Sacramento Valley und den Lassen Peak im Kaskadengebirge), aber auch in Zentralamerika (Guatemala, Honduras, Nicaragua, Mexiko), wo er vielerorts einer der Pioniere geologischer Landesaufnahme war, in Südamerika, Alaska und im Pazifik (Galapagosinseln, abgeschlossen 1969, Tahiti). Williams ist bekannt für die Erforschung der Calderabildung zum Beispiel im Crater Lake. Er verfasste auch ein in den USA bekanntes Lehrbuch der Petrographie, zu dem er auch wie in seinen anderen Publikationen eigene Zeichnungen beisteuerte. Er hatte auch einen Abschluss in Archäologie (und kam erst zur Geologie, nachdem ein Geologe ihm als Student bei einer Ausgrabung römischer Relikte über den Fossilgehalt auf die Herkunft der Steine hinwies) und wandte petrographische Methoden in der Archäologie an, zum Beispiel bei den olmekischen Statuen in La Venta (Mexiko). 1950 untersuchte er fossile menschliche Fußabdrücke in vulkanischen Schlammablagerungen in Nicaragua.
1950 wurde er in die National Academy of Sciences aufgenommen.
Sein Zwillingsbruder David Williams war auch Geologe.

## Schriften
- Geology of the Marysville Buttes California, 1929
- Geology of Tahiti, Moorea, and Maiao, Bernice P. Bishop museum. Bulletin 105, 1933
- Calderas and their origin, University of California Press 1941
- Landscapes of Alaska: their geologic evolution, University of California Press Berkeley 1958
- mit Frank Turner, William Gilbert: Petrography: An introduction to the study of rocks in thin sections, W.H. Freeman 1958
- Geologic Reconnaissance of Southeastern Guatemala, University Of California Press 1964
- Crater Lake: The story of its origin, University of California Press 1963
- The history and character of volcanic domes, Johnson Reprint 1966
- The Sutter Buttes of California: A Study of Plio-Pleistocene Volcanism, University of California Press, Neuauflage 1979
- mit Alexander R. McBirney: Vulcanology, Freeman 1979